# Siphanta griseoviridis
Siphanta griseoviridis är en insektsart som beskrevs av Fletcher 1985. Siphanta griseoviridis ingår i släktet Siphanta och familjen Flatidae. Inga underarter finns listade i Catalogue of Life.